# Triviella virginiae
Triviella virginiae is een slakkensoort uit de familie van de Triviidae. De wetenschappelijke naam van de soort is voor het eerst geldig gepubliceerd in 1986 door Liltved.